# Martin Lawrence
Martin Fitzgerald Lawrence (* 16. duben 1965 Frankfurt nad Mohanem, Německo) je americký herec, komik, producent a režisér.

## Počátky
Narodil se v německém Frankfurtu, kde jeho otec sloužil jako voják. Poté jeho otec pracoval jako policista, matka Chlora střídala různá zaměstnání, aby pomohla živit rodinu. Martin dostal svá jména podle Martina Luthera Kinga a Johna Fitzgeralda Kennedyho. V mládí se věnoval boxu a studoval na několika školách v Marylandu. Vystupoval také v zábavních klubech v Los Angeles.
Martin načal svou kariéru v Hollywoodu sitcomem
What’s Happening Now! Po tomto seriálu byl vybrán jako moderátor
populární televizní show HBO Def Comedy Jam, který moderoval po tři
sezóny. V letech 1992 – 1997 pak obsadil hlavní roli v seriálu Martin, u
kterého byl také vedoucím výroby.
Do jeho filmografie patří spousta komerčních hitů jako Agent v sukni, Modrý blesk, Mizerové, Doživotí, Black Knight, Co horšího se může stát,
filmy ze série House Party a dále snímky Není co ztratit, Bumerang,
Jednej správně a A Thin Line Between Love and Hate, na kterém se kromě
herecké účasti podílel také jako spoluautor scénáře a režisér.
Jeho zatím posledním komediálním počinem je sólové vystoupení, se kterým
Lawrence uspořádal turné po Americe a jeho záznam byl vydán pod názvem
Martin Lawrence Live: Runteldat. Nedávno také natočil akční komedii Policajti na baterky, ve které si zahrál se Stevenem Zahnem.

## Kariéra
Před kamerou se poprvé objevil v roce 1987, a to konkrétně v seriálu What´s happening now!, kde nakonec hrál ve 22 epizodách. Mezi lety 1992 a 1997 také natáčel vlastní show s názvem Martin. V roce 1990 se objevil v hlavní roli ve filmu House party. Ten sklidil převážně pozitivní kritiku a tak se o rok později natočil i druhý díl. V roce 1992 se pak objevil v menší roli ve filmu Bumerang s Eddie Murphym.
První větší kasovní trhák, který přinesl Lawrencovi slávu, byl film Mizerové, kde dostal hlavní roli společně s Willem Smithem. Kriticky velmi úspěšný byl také film Není co ztratit, kde si zahrál s Timem Robbinsem. Zahrál si také ve filmech Agent v sukni, Mizerové 2, Divočáci, Vítej doma nebo Horší než smrt.
V roce 1996 si odbyl také režisérskou premiéru ve filmu Honička na Playboye.

## Ocenění
V roce 1995 získal cenu ShoWest Award za nejlepší vycházející filmovou hvězdu. Za seriál Martin získal v letech 1996 a 1997 Image Award a v roce 2005 získal zvláštní cenu BET Icon Comedy Award.
Kromě toho byl nominován na dalších 10 ocenění, ke kterým patří nominace na Teen Choice Award nebo MTV Movie Award.

## Osobní život
Rok žil s Patriciou Southall, se kterou má jedno dítě. Během let 2010 až 2012 žil se Shamikou Gibbs, se kterou má dvě děti.

## Filmografie

### Film
| Rok  | Název                                   | Role                               | Poznámky |
| ---- | --------------------------------------- | ---------------------------------- | --- |
| 1989 | Jednej správně                          | Cee                                | |
| 1990 | House party                             | Bilal                              | |
| 1991 | Nadávejte až po setmění                 | Terry Wilson                       | |
| 1991 | House party 2: Pyžamový mejdan          | Bilal                              | |
| 1992 | Bumerang                                | Tyler Hawkins                      | |
| 1994 | Show Martina Lawrence                   | Sám sebe                           | také výkonný producent a scenárista |
| 1995 | Mizerové                                | Det. Marcus Burnett                | nominace – Filmová cena MTV v kategorii nejlepší duo na filmovém plátně (sdíleno s Willem Smithem) nominace – Filmová cena MTV v kategorii nejlepší akční scéna |
| 1996 | Honička na playboye                     | Darnell Wright                     | také výkonný producent, režisér, vypravěč a scenárista |
| 1997 | Není co ztratit                         | Terrence "T-Paul" Paul Davidson    | |
| 1999 | Doživotí                                | Claude Banks                       | nominace – Blockbuster Entertainment Awards v kategorii nejoblíbenější komediální tým (sdíleno s Eddiem Murphym) nominace – NAACP Image Award v kategorii nejlepší film |
| 1999 | Modrý blesk                             | Miles Logan/detektiv Malone        | |
| 2000 | Agent v sukni                           | Malcolm Turner/Velká máma          | také výkonný producent nominace – Blockbuster Entertainment Awards v kategorii nejoblíbenější herec (komedie) nominace – Teen Choice Award v kategorii nejlepší porážka léta nominace – Filmová cena MTV v kategorii nejlepší komediální výkon nominace – Kids' Choice Awards v kategorii nejoblíbenější filmový herec |
| 2001 | Co horšího se může stát?                | Kevin Caffrey                      | také výkonný producent |
| 2001 | Černý rytíř                             | Jamal Walker/Skywalker             | také výkonný producent |
| 2002 | Martin Lawrence Live: Runteldat         | Sám sebe                           | také výkonný producent a scenárista |
| 2003 | Policajti na baterky                    | Earl Montgomery                    | také výkonný producent |
| 2003 | Mizerové II                             | detektiv Marcus Burnett            | nominace – Filmová cena MTV v kategorii nejlepší duo na filmovém plátně (sdíleno s Willem Smithem) |
| 2005 | Zpátky ve hře                           | Coach Roy McCormick/ Kněz Don      | také výkonný producent |
| 2006 | Agent v sukni 2                         | Malcolm Turner/Velká máma          | také výkonný producent |
| 2006 | Lovecká sezóna                          | Boog (hlas)                        | |
| 2007 | Divočáci                                | Bobby Davis                        | |
| 2008 | Vítej doma                              | Dr. RJ Stevens/Roscoe Jenkins, Jr. | |
| 2008 | College Road Trip                       | vedoucí James Porter               | |
| 2010 | Horší než smrt                          | Ryan Barnes                        | |
| 2011 | Agenti v sukních: Jaký otec, takový syn | Malcolm Turner/Velká máma          | nominace – Zlatá malina v kategorii nejhorší herečka |
| 2016 | Martin Lawrence: Doin' Time             | Sám sebe                           | také scenárista |
| 2019 | Plážový povaleč                         | kapitán Wack                       | |
| 2020 | Mizerové navždy                         | detektiv Marcus Burnett            | |
| 2022 | V zajetí mysli                          | Jake Doyle                         | |
| 2024 | Mizerové: Na život a na smrt            | detektiv Marcus Burnett            | |

### Televize
| Rok       | Název                                               | Role                 | Poznámky |
| --------- | --------------------------------------------------- | -------------------- | --- |
| 1987–1988 | What's Happening Now!                               | Maurice Warfield     | |
| 1989      | A Little Bit Strange                                | Sydney Masterson     | |
| 1989      | Kid 'n Play                                         | Wiz                  | neprodaný televizní pilotní díl |
| 1990      | Hammer, Slammer & Slade                             | Willie               | |
| 1991      | Private TImes                                       |                      | neprodaný televizní pilotní díl |
| 1992–1993 | Def Comedy Jam                                      | Moderátor / Sám sebe | |
| 1992–1997 | Martin                                              | Martin Payne         | Image Award v kategorii nejlepší mužský herecký výkon v hlavní roli (komedie) (1995–96) nominace – Image Award v kategorii nejlepší mužský herecký výkon v hlavní roli (komedie) (1997) nominace – Kids' Choice Awards v kategorii nejoblíbenější seriálový herec (1995–96) |
| 2010–2011 | Love That Girl!                                     | strýček Gerald       | také výkonný producent |
| 2012      | Nepojmenovaný projekt Martina Lawrence / CBS sitcom | Ray Barker           | neprodaný televizní pilotní díl |
| 2014      | The Soul Man                                        | Bláznivý Rudy        | díl: „“ |
| 2014      | Partners                                            | Marcus Jackson       | |